# Radičevci
Radičevci (cyr. Радичевци) – wieś w Serbii, w okręgu pczyńskim, w gminie Bosilegrad. W 2011 roku liczyła 155 mieszkańców.